# AGF サーバル
AGF サーバル（ラテン文字表記: AGF Serval）は、ヴォルフ270CDI（ドイツ語: Wolf 270CDI。メルセデス・ベンツ・Gクラスのドイツ連邦軍仕様）をベースに、ラインメタル社が大幅な改造を施した戦闘車両である。
ドイツ語では Aufklärungs und Gefechtsfahrzeug（日本語音写例：アゥフクルゥンクス・ウント・ゲフェッヒツファーツオイク。頭字語: AGF）といい、［ de: Aufklärung（解釈、偵察）-s + und（=and、…と） + Gefecht（=fight、戦闘）-s + Fahrzeug（=vehicle、ヴィークル）］「偵察用及び戦闘用ヴィークル」を意味する。ドイツ語の頭字語 "AGF" は国際共通語的に通用する。英語では LIV (SO) Serval。

## 特徴

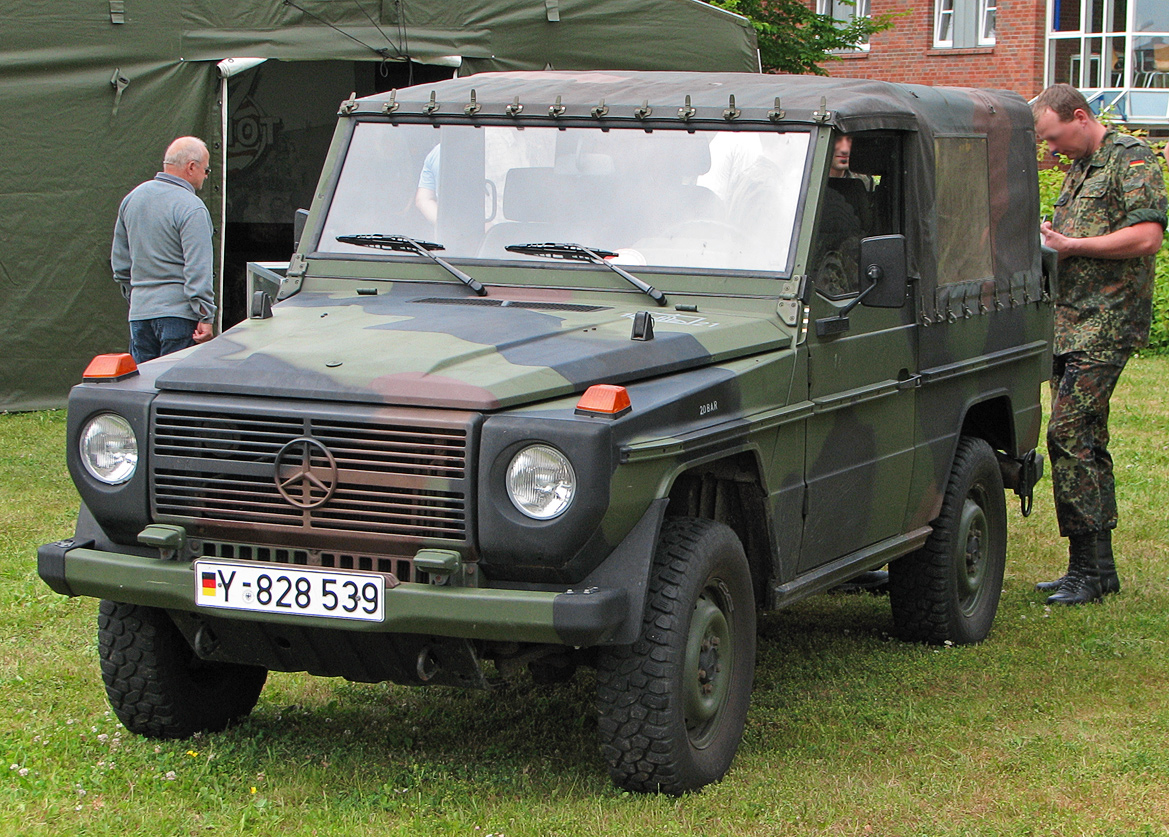
AGF サーバルの基となった、ヴォルフ 270CDI（Wolf 270CDI. メルセデス・ベンツ・Gクラスのドイツ連邦軍用仕様）

AGFは、CH-53大型輸送ヘリコプターでも空輸が可能であり、荒れ地での通行を容易にするため、車体後部の左右に装備されているサンドフェンダーと車体前面のウインチ、接地圧調整用のタイヤ内気圧集中調整機構が組み込まれている。変速機は5段オートマチックである。車体全体には転倒時に乗員を保護するロールバーが付いているほか、消火システムも内蔵されている。フロントガラスは容易に脱着できる。
車上には通信衛星を利用した測位システムと通信装置を標準装備している。
武装については、キャビン前面と車体後部に1挺ずつのラインメタルMG3を搭載しているほか、車体上部のマウントにブローニングM2重機関銃かH&K GMW自動擲弾銃を装着可能である。また、車体の前部に3連装発煙弾発射機を2基、後部に2連装発射器を2基備えている。

## 歴史
2003年からドイツ陸軍の特殊部隊KSK向けに21輌が配備された。2009年(？)には、スイス陸軍の特殊部隊である第10独立偵察部隊 (Army Reconnaissance Detachment 10) が導入している。

## ギャラリー

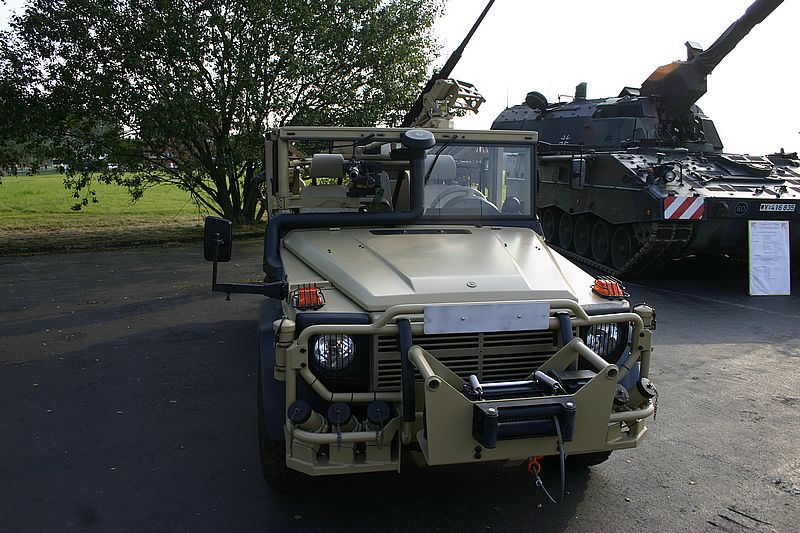
斜め前方から見る。2005年撮影（以下の2点も同年）。
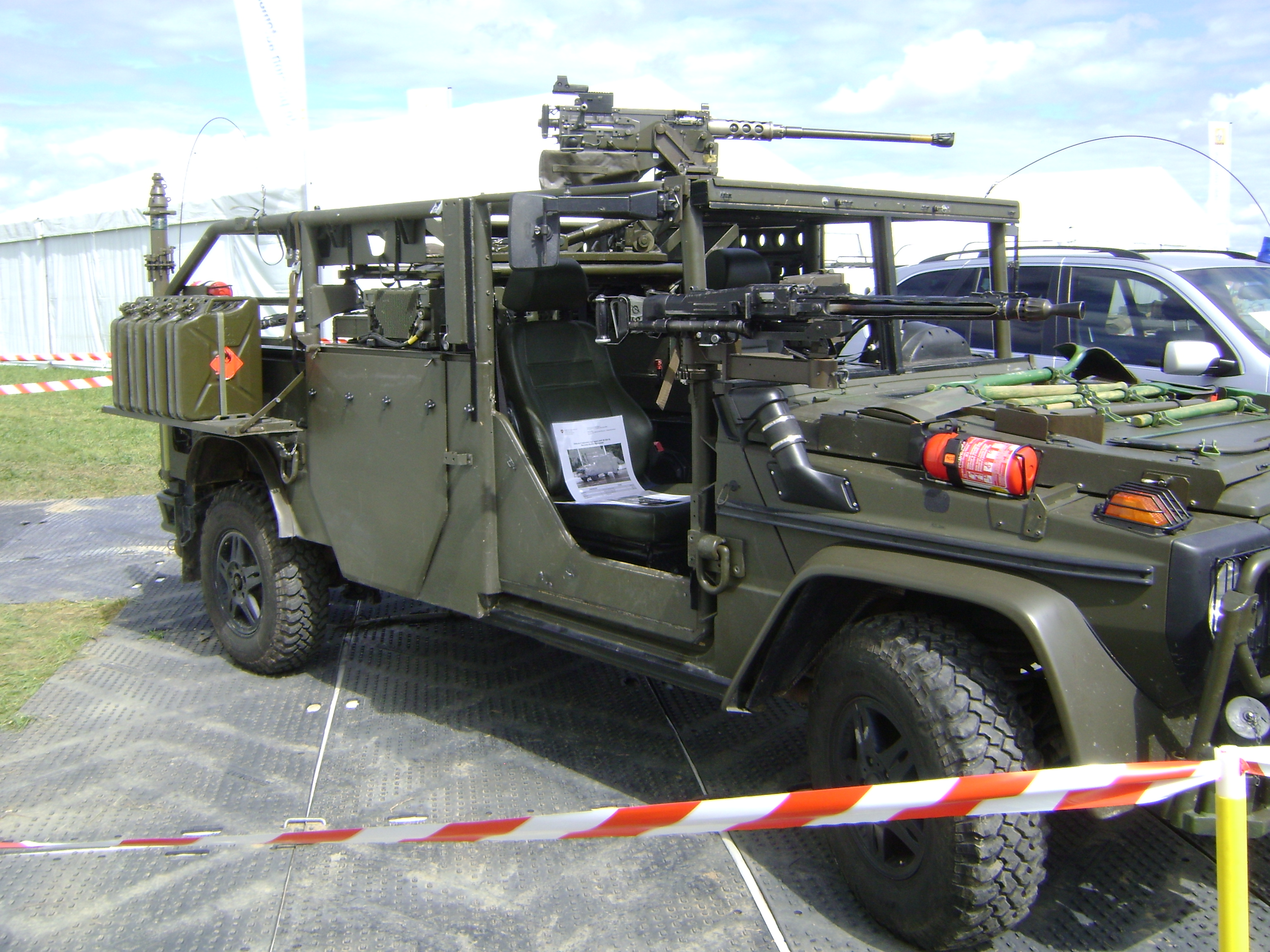
斜め前方から側面を見る
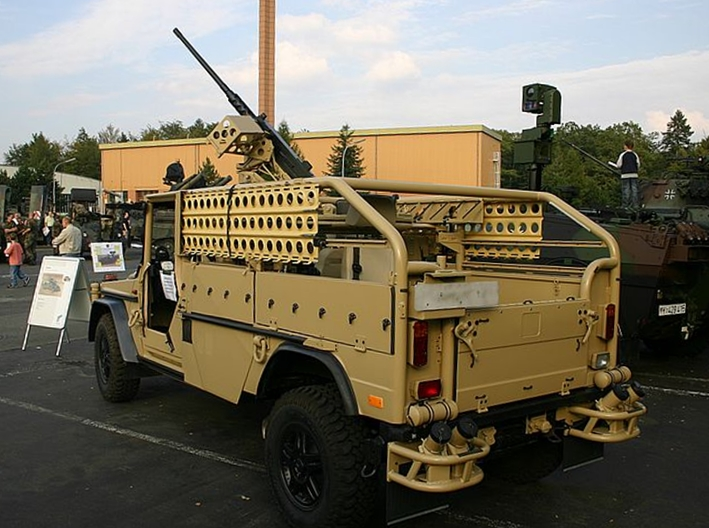
斜め後方から見る